# DJ Ray-D

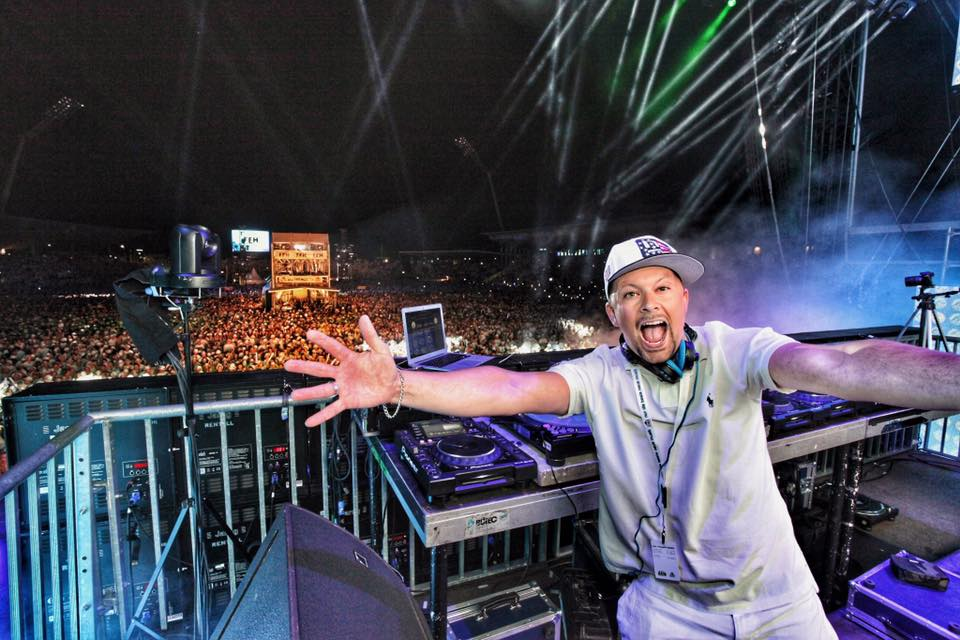
DJ Ray-D beim Hessentag 2013 in Kassel

DJ Ray-D (* 1. Oktober 1975 in Kassel als Thorsten Döring) ist ein deutscher DJ, Turntablist und offizieller Planet Radio-DJ. Bei planet radio rief er die Radiosendung planet black beats ins Leben, bei der er selbst monatlich seine Sets spielt. Diese zeichnen sich aus durch die Kombination aus Turntablism und seiner jahrzehntelangen Erfahrung als Club-DJ. Zu seinen größten Erfolgen zählt der zweimalige Sieg der German-DMC-DJ Championships.

## Leben
DJ Ray-D bekam seinen ersten Kontakt zum Hip-Hop im Jahre 1988 in der Kasseler Diskothek World, die er ab 1991 regelmäßig besuchte, um dem damaligen Resident-DJ beim Mixen zuzuschauen. Er begann sich verstärkt mit dem Turntablism zu beschäftigen, bei dem das Auflegen als kreatives Ausdrucksmittel gilt und die technische Beherrschung des Plattenspielers im Mittelpunkt steht. 1993 folgte in derselben Diskothek ein DJ-Wettbewerb, wo der direkte Austausch mit bekannten DJs und Turntablists seine Laufbahn prägten.
1996 nahm er gemeinsam mit DJ Mem Brain an den German Technics DMC Championships in Bochum teil. Sie erreichten als Team den ersten Platz, verbunden mit der Teilnahme an den Weltmeisterschaften in Rimini. Dort kamen sie als DJ-Team ins Finale und waren somit unter den zehn weltbesten DJs.
1997 nahm DJ Ray-D als Solo-Act an den German Technics DMC Championships teil. Er wurde zum zweiten Mal Deutscher Meister und qualifizierte sich damit erneut für die Weltmeisterschaften in Rimini, wo wieder das Finale erreichte. 1998 wurde er Vize-Champion der German Technics DMC Finals im Tarm Center in Bochum und auch Vize-Champion der German ITF/IDA Finals in der Turbinenhalle in Duisburg.
2000 erlangte er dann den 3. Platz bei den German Technics DMC Finals und ebenso den 3. Platz der German ITF/IDA Finals in der Markthalle Hamburg. Auf diesen Erfolg folgte sein erster Auftritt in der Radiosendung Clubnight beim HR3 in Frankfurt.
2002 wurde er offizieller DJ von MC Rene (Tour mit MC Rene und den K-rings Brothers durch Deutschland, Schweiz und Österreich). Seitdem konzentrierte er sich hauptberuflich auf das Club-DJing und legte in Clubs in ganz Deutschland, Holland, Österreich und der Schweiz auf. 2013 legte er mit planet radio und HIT Radio FFH auf dem Hessentag in Kassel vor 30.000 Menschen auf. 2016 tourte er mit Serato und Rane durch Deutschland, um die neusten Features der DJ-Software vorzustellen.
2012, 2014, 2016 sowie 2021 produzierte er die Scratches für den deutschsprachigen Rapper Kool Savas, für dessen Alben Aura (2012), Märtyrer (2014) und Essahdamus (2016) und Aghori (2021).
2021 produzierte er die Scratches für den deutschsprachigen Rapper Moses Pelham (3P), für sein Album Nostalgie Tape und war im gleichen Jahr für einen Live-Auftritt mit Moses Pelham und den Sängern Peppa, Anna Grillmeier, Faiz Mangat und Produzent Efe Ökmen in den Circle Studios von Sony Music Entertainment in Berlin.
2018 eröffnete er die Raycademy DJ School in Frankfurt am Main.

## Diskografie

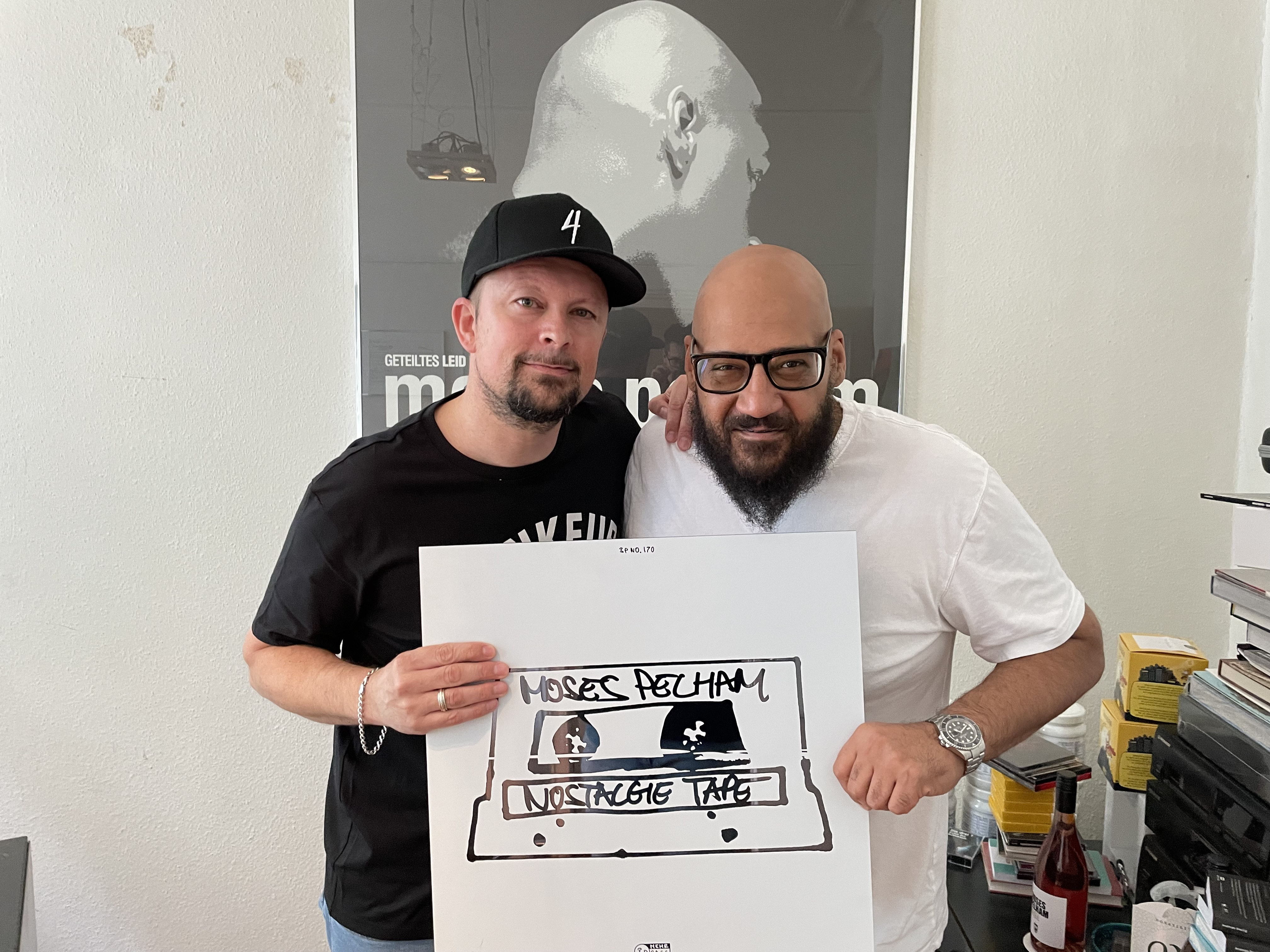
Moses Pelham und DJ Ray-D

### Alben
| Interpret    | Titel          | Label und Jahr                                  | Jahr | Bemerkungen                                                                       |
| Kool Savas   | Aura           | Essah Entertainment                             | 2012 | Interlude & Song Optimale Nutzung unserer Ressourcen Scratches von DJ Ray-D       |
| Kool Savas   | Märtyrer       | Essah Entertainment / Vertrieb Sony Music; 2014 | 2014 | Song 2 The Essence & Lang genug gewartet Scratches von DJ Ray-D                   |
| Kool Savas   | Rap Genius     | Essah Entertainment                             | 2015 | Song Scratch Genius Scratches von DJ Ray-D (Mixtape)                              |
| Kool Savas   | Essahdamus     | Essah Entertainment / Vertrieb Sony Music       | 2016 | Song Auge Scratches von DJ Ray-D                                                  |
| Kool Savas   | Aghori         | Essah Media / Vertrieb Sony Music               | 2021 | Song Brachland Scratches von DJ Ray-D                                             |
| Moses Pelham | Nostalgie Tape | Pelham Power Productions / Vertrieb Sony Music  | 2021 | Song Ready 2 die /Hold me / RKI / From Frankfurt with love Scratches von DJ Ray-D |
| Kool Savas   | Lan Juks       | Essah Media / Vertrieb Sony Music               | 2025 | Song Nur die Nacht Scratches von DJ Ray-D                                         |

### Mixtapes
- Headhunters. DJ Jaleel / DJ Ray-D (Phlatline Tapes; 1999)
- Urban Techniques. DJ Lifeforce / DJ Ray-D (Phlantline Taes; 1999)
- Exhilarating Archive. Edward Sizzerhand / DJ Ray-D (Phlatline Tapes; 2001)
- Heavy Rotation. Mr. Burnz / DJ Ray-D (Phlatline Tapes; 2003)
- Revolution of the DJs mit DJ Eskei83, DJ Access, DJ Kitsune, DJ Ron, DJ Craft, DJ D-Tale, DJ Danetic, DJ Ray-D und DJ XRated (Eigenproduktion; 2011)[3]